# Йованович, Иса
Иса Йованович (серб. Иса Јовановић; 24 апреля 1906, Избиште — 27 августа 1983, Белград) — югославский сербский политический деятель, участник Народно-освободительной войны Югославии, Герой Социалистического Труда Югославии и Народный Герой Югославии. Брат Анджелии (Анджи) Ранкович, Народного героя Югославии.

## Биография

### Ранние годы
Родился 24 апреля 1906 года в селе Избиште около города Вршац в крестьянской семье. Его родная сестра Анджелия, Народный герой Югославии, была деятельницей рабочего и революционного движения, состояла в браке с Александром Ранковичем и погибла в июне 1942 года в боях за Гацко в составе 2-й пролетарской ударной бригады. Иса окончил начальную школу и ушёл в профессиональное техническое училище Вршаца. В 1921 году вступил в рабочее движение и стал участвовать в забастовках. С 1924 года проживал в Белграде, где входил в состав Независимых синдикатов. Отслужил в Югославской королевской армии год, вернулся в рабочее движение в 1928 году и был тогда же принят в ряды коммунистической партии.
Иса неоднократно арестовывался полицией и в конце концов был выслан во Вршац, где продолжил свою деятельность. Посетил ряд городов Сербии и Боснии, не прекращая партийную деятельность. Перед началом Второй мировой войны вёл антифашистскую пропаганду. В 1939 году арестован, но из-за недостатка улик освобождён из-под стражи. По директиве ЦК КПЮ отправился в Сараево, где стал секретарём Боснийско-герцеговинского краевого комитета КПЮ. В октябре 1940 года участвовал на V земельной конференции КПЮ в Дубраве у Загреба. В начале 1941 года отправлен на курсы партийных секретарей.

### Народно-освободительная война
В апреле 1941 года после начала войны Иса вместе с коммунистическими добровольцами отправился в югославскую армию. После капитуляции Королевства Югославии он попал в немецкий плен, откуда сбежал в Белград, а затем в Сараево. Как секретарь краевого комитета участвовал в майском совещании в Загребе и затем вернулся в Боснию для подготовки вооружённого выступления. В 1941 году устроил взрыв на Зеницком чугунолитейном заводе, за что был арестован и приговорён к смерти, но при помощи однопартийцев сбежал из тюрьмы. До 1943 года был членом Главного штаба НОАЮ в Боснии и Герцеговине.
С июля 1943 года Иса действовал в Воеводине, где вошёл в состав местного партизанского штаба и стал организационным секретарём Воеводинского краевого комитета. В мае 1944 года отправился на остров Вис, где доложил Верховному штабу НОАЮ и ЦК КПЮ о развитии партизанского движения в Воеводине и получил новые указания. В июне вернулся в Срем и продолжил свою деятельность. В ноябре 1943 года присутствовал на Втором заседании Антифашистского вече народного освобождения Югославии.

### Послевоенная карьера
После освобождения Воеводины в октябре 1944 года Иса Йованович выступил на I конференции Народно-освободительного фронта Воеводины и стал его председателем. В апреле на VII конференции Воеводинского краевого комитета КПЮ переизбран на пост оргсекретаря. На первом конгрессе Союза объединения бойцов народно-освободительной войны Сербии, состоявшемся 9 мая 1948 в Белграде, избран заместителем председателя Сербского земельного комитета Союза. Известен как один из основателей ФК «Црвена Звезда», в 1951—1952 годах был его президентом. Избирался в Народные скупщины Югославии, СР Сербии (председатель с апреля 1951 по декабрь 1953) и края Воеводины (председатель в 1947—1948 годах), ЦК КПЮ и Совет Федерации СФРЮ.

### Смерть и память
Скончался 27 августа 1983 года в Белграде. Награждён рядом орденов и медалей, в том числе Орденом Народного героя Югославии (указ от 27 ноября 1953).